# Abrucena
Abrucena est une commune de la province d'Almería, Andalousie, en Espagne.

## Géographie

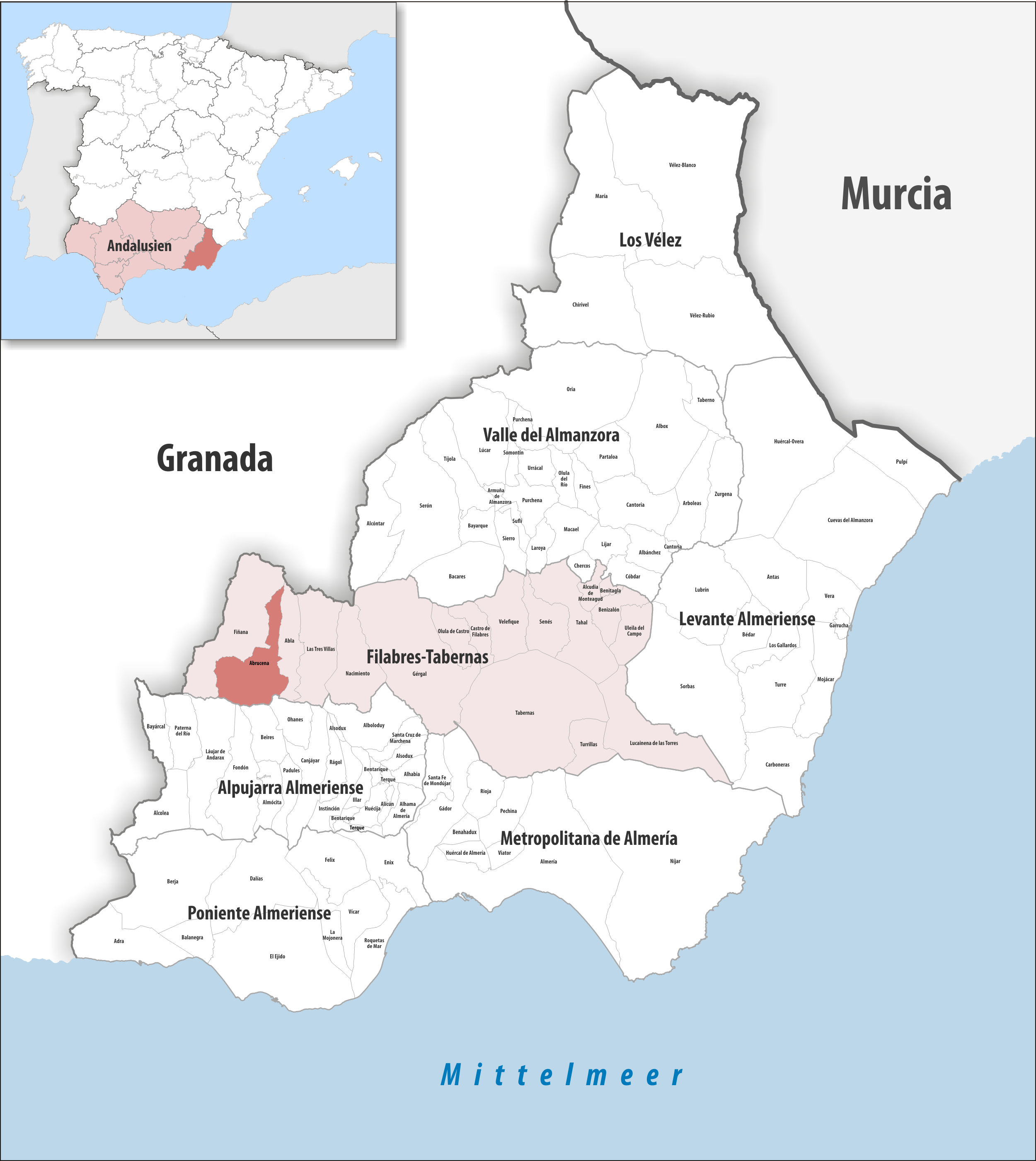
Abrucena dans la comarque Filabres-Tabernas, province d'Almería / en Andalousie

### Localisation
La commune d'Abrucena se trouve dans le sud-est de l'Espagne, vers l'ouest de la province d'Almería et dans l'extrémité ouest de la comarque Filabres-Tabernas.
Tabernas est à 49 km est-sud-est ;
Almería à 65 km sud-est ;
Madrid à 480 km nord ;
Gibraltar à 349 km ouest-sud-ouest (distances par route).

### Généralités

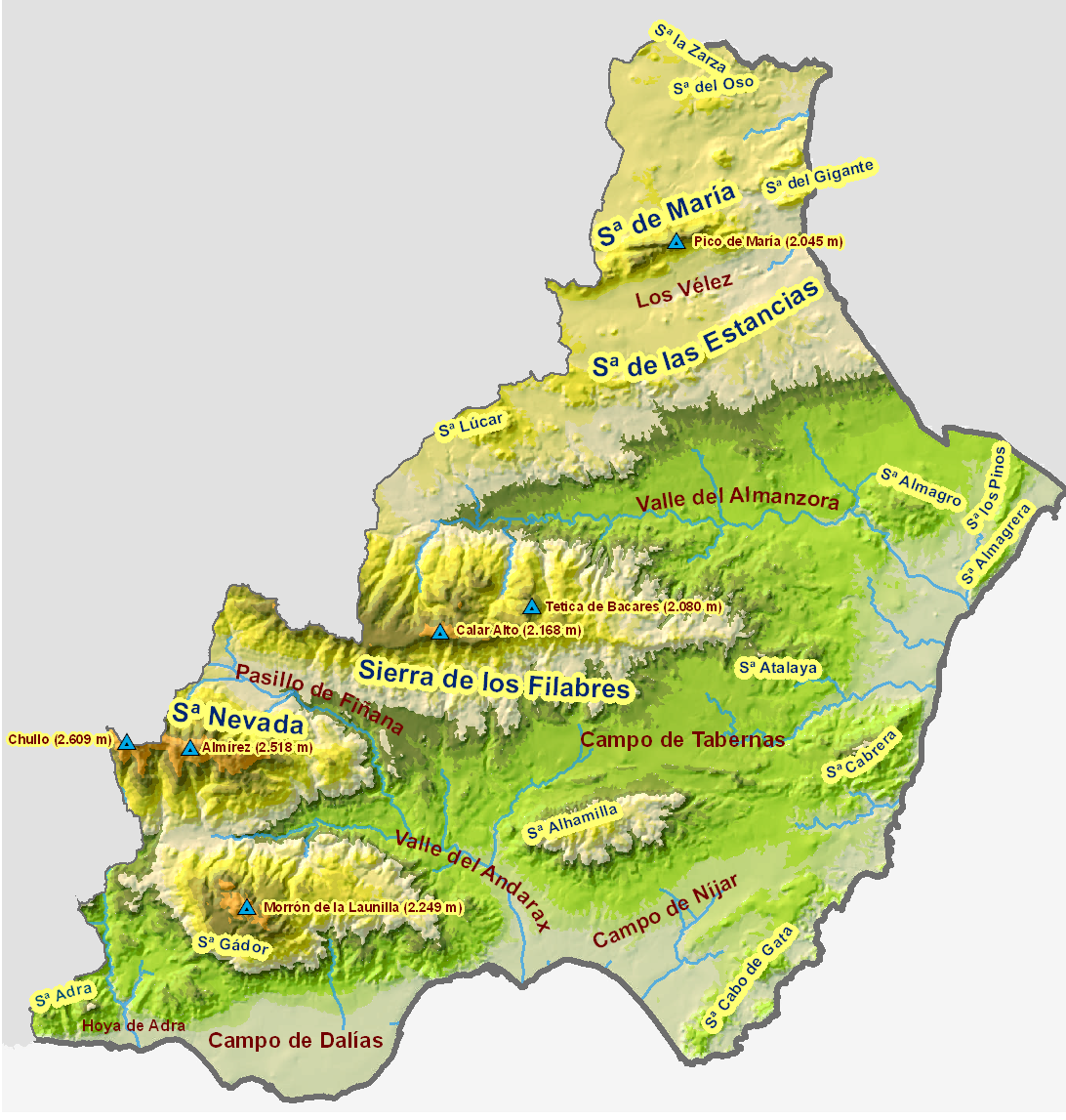
Schéma des montagnes de la province d'Almeria

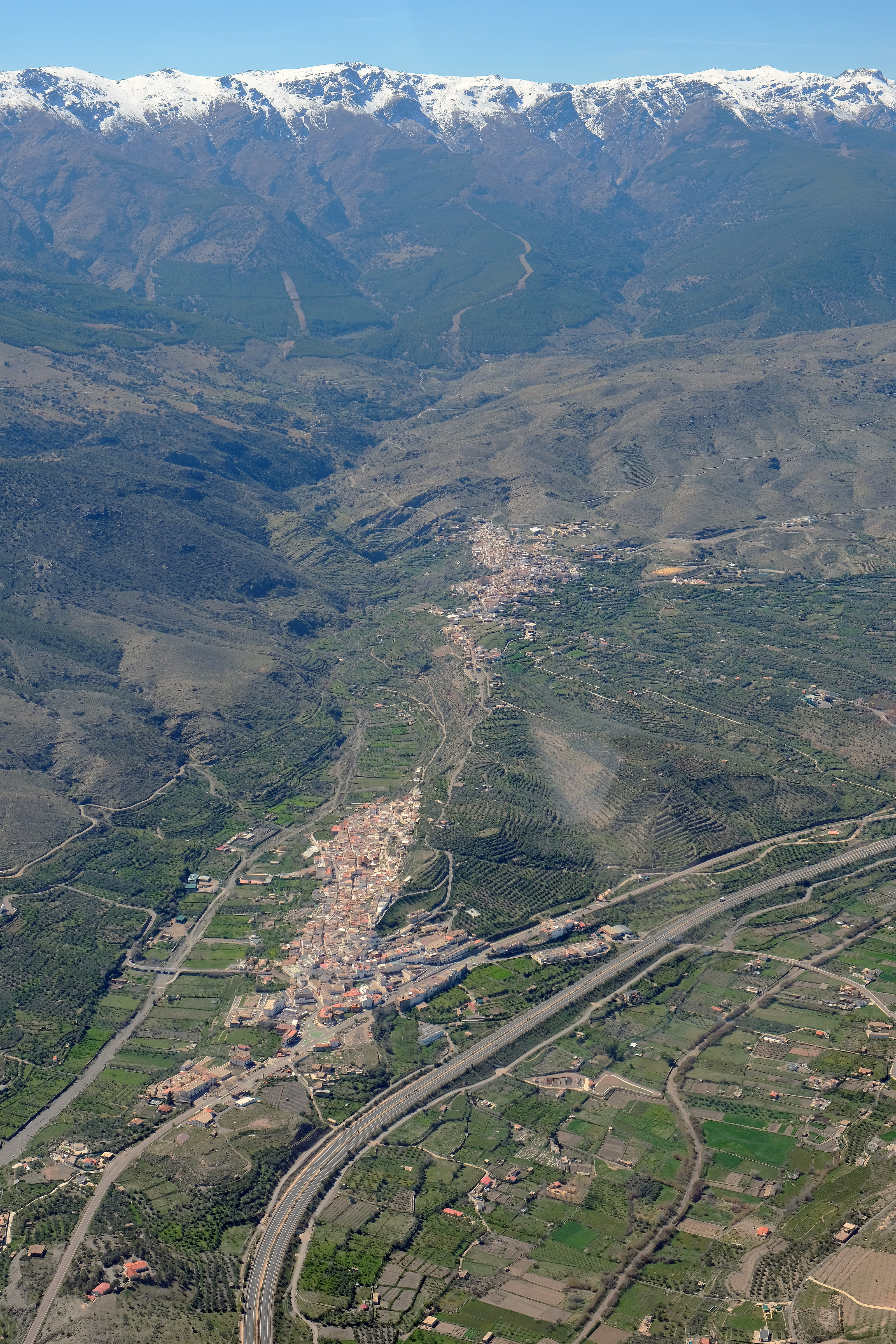
Vue vers le S-E : Abla (premier plan), Abrucena (un peu en arrière), à droite la A-92, à gauche la dépression du ruisseau de los Santos, la sierra Nevada en arrière-plan

Une large part du sud de la commune est incluse dans le parc naturel et parc national de la Sierra Nevada.
Le ruisseau de los Santos (rambla de los Santos) prend source sur la commune et s'écoule (quand il est en eau, donc rarement en été) vers l'est pour confluer sur Abla avec le Nacimiento (es), affluent de l'Andarax. Il passe à moins de 2 km au nord du bourg – comme l'autoroute A-92 de Séville à Grenade et Almería qui le longe plus ou moins.
De nombreuses éoliennes ont été installées sur la commune (voir la section « Économie » ci-dessous).

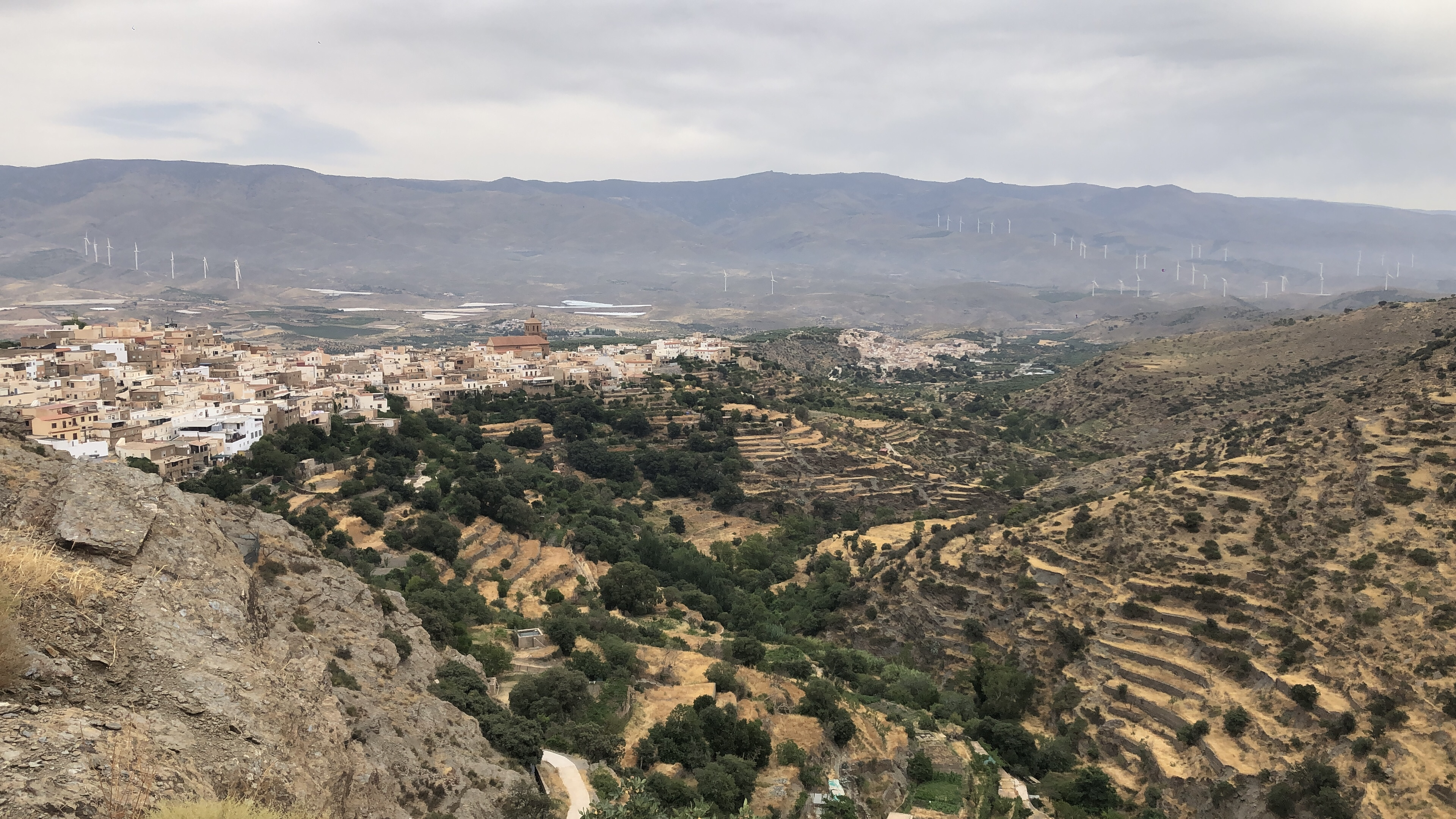
Vue vers le nord : Abrucena à gauche, Abla au centre-droite, et des éoliennes derrière dans le pasillo de Fiñana
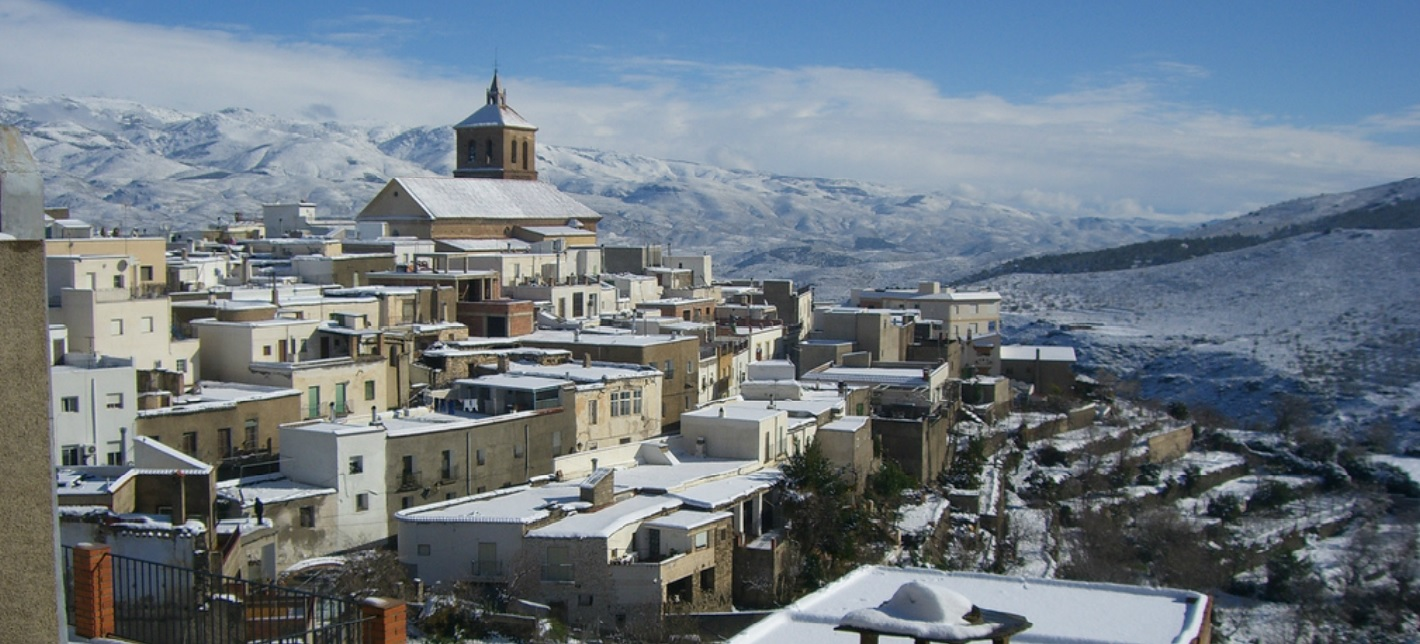
Mai 2016, la neige sur les bourgeons
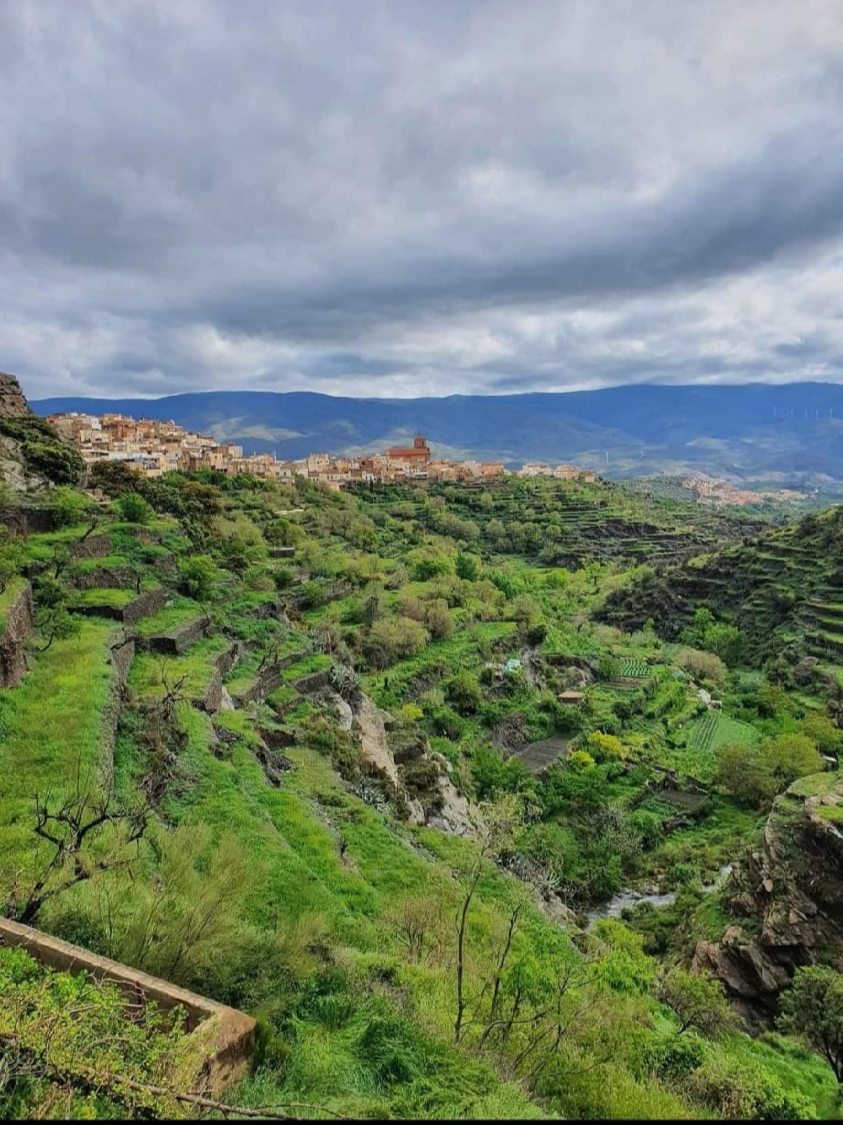
Abrucena, printemps 2022, vue vers le N-E
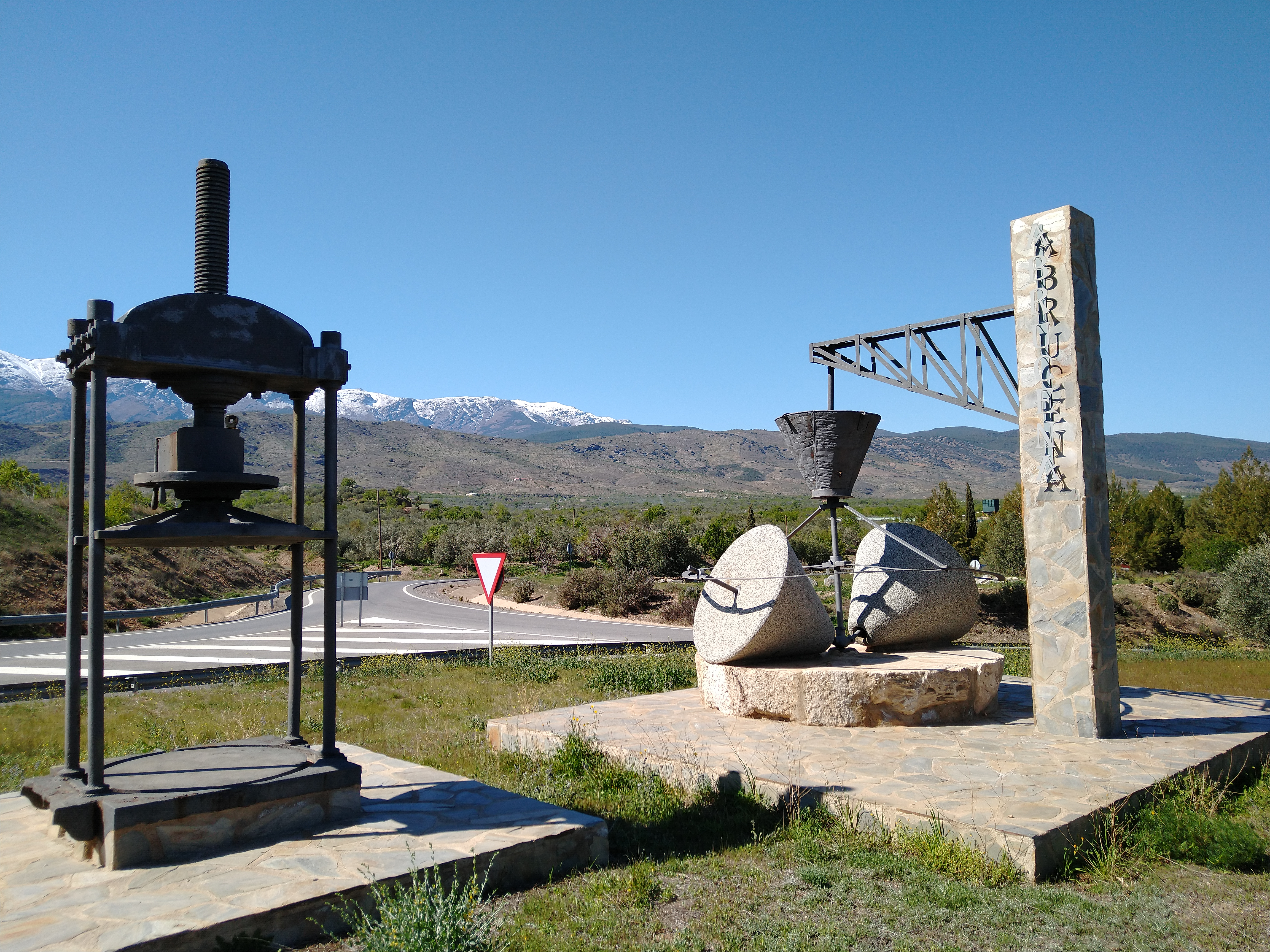
Hommage à l'olive : deux presses, deux époques, au rond-point de la A-92

## Histoire
Villa romaine du Pago de Escuchagranos
Les vestiges de la villa romaine du Pago de Escuchagranos, découverts en 1987, se trouvent à la limite entre les deux communes de Fiñana et Abrucena, en partie sur le tracé de la A-92 et en partie sur le côté nord de celle-ci, éparpillés sur environ 500 m jusqu'à la A-1176.
Cet endroit est aussi dans le couloir de Fiñana, resserré entre la Sierra Nevada au sud et la sierra de Baza au nord. C'est le passage naturel entre la plaine de Guadix 
et Grenade d'une part, et la région côtière d'Almería d'autre part ; de plus, dans la plaine de Baza se trouve Acci (es), une colonie romaine proche de grandes routes commerciales : la via Augusta en direction de Cadix et la voie reliant la côte à la ville de Cástulo (près de Linares).
La ville d'Abla, à 4 km à l'est d'Abrucena, est citée dans les anciens itinéraires comme l'une des étapes de la via Augusta, sous le nom d'Alba. Le couloir de Fiñana est donc un endroit stratégique important. Et le Nacimiento (es), pratiquement à portée de main immédiatement au nord, permet d'irriguer des terres fertiles.

La pente vers la rivière était vraisemblablement moins forte dans l'Antiquité. La villa semble cependant avoir été construite selon un système de terrasses, car une partie de ses murs sont à une hauteur plus élevée que ceux situés vers ses extrémités. Les structures d'habitation étaient ainsi dans une zone légèrement surélevée par rapport aux champs cultivés, ce qui là aussi en facilitait le contrôle – d'autant qu'en cet endroit le passage entre les montagnes est à son plus large.
La nature géologique de cette zone est d'origine quaternaire antique ; des blocs de micaschistes et quartzite dont englobés dans une matrice sablonneuse aux couleurs noirâtres et grises vers la base, prenant une coloration rougeâtre dans les strates supérieures (plus récentes), et montrant une grande abondance de matériaux argileux. Les strates supérieures contiennent une grande quantité de matériaux archéologiques, ne dépassant jamais le mètre et demi de profondeur ; par chance pour les recherches historiques, le terrain ne permet guère le labourage avec tracteurs et sauf exception les travaux de culture sont réalisés avec des charrues à traction animale, ce qui a peu altéré les horizons archéologiques.
Les méthodes de construction de la villa sont les mêmes que celles des structures rurales similaires connues. Noter l'usage mixte probable pour les toitures, certaines en tegulae et d'autres en pierres plates. Noter aussi la présence d'un aqueduc en pierre, très remanié à une époque plus récente : trois arches sont préservées et on devine la continuation vers l'ouest de l'une des arches, semi-enterrée,.
Les vestiges de céramique, fort divers, donnent une occupation du site commençant à un moment indéterminé entre les premières années et la seconde moitié du IIe siècle ; perdurant au IIIe siècle avec des hauts et des bas ; atteignant son développement maximum au IVe siècle ; continuant pendant tout le Ve siècle ; et disparaissant à un moment imprécis du VIe siècle. Aucun vestige de villa seigneuriale n’a été trouvé, mais la zone est loin d'avoir été totalement explorée et il reste possible d'y en découvrir une ultérieurement car parmi les vestiges recouvrés se trouvent quelques petites plaques de marbre ou de calcaires marbriers, ainsi que quelques tesselles. Il est cependant probable qu'elle n'aurait pas des dimensions spectaculaires. L'installation de la villa vient dans la mouvance de la romanisation de la région qui prend place dans la seconde partie du Ier siècle. Et sa fin correspond aux troubles des guerres entre Byzantins et Visigoths, contre lesquels la villa n'avait pratiquement pas de défenses naturelles ni même l'avantage d'une vue panoramique au-delà de ses propres champs – à côté de Fiñana mieux équipée de ce point de vue.
Comme beaucoup d'autres établissements du même genre dans le sud de l'Espagne, une nécropole y est associée ; elle se trouve à l'ouest du site, et il semble qu'elle n'a pas été associée à d'autres établissements que celui-ci.

## Administration

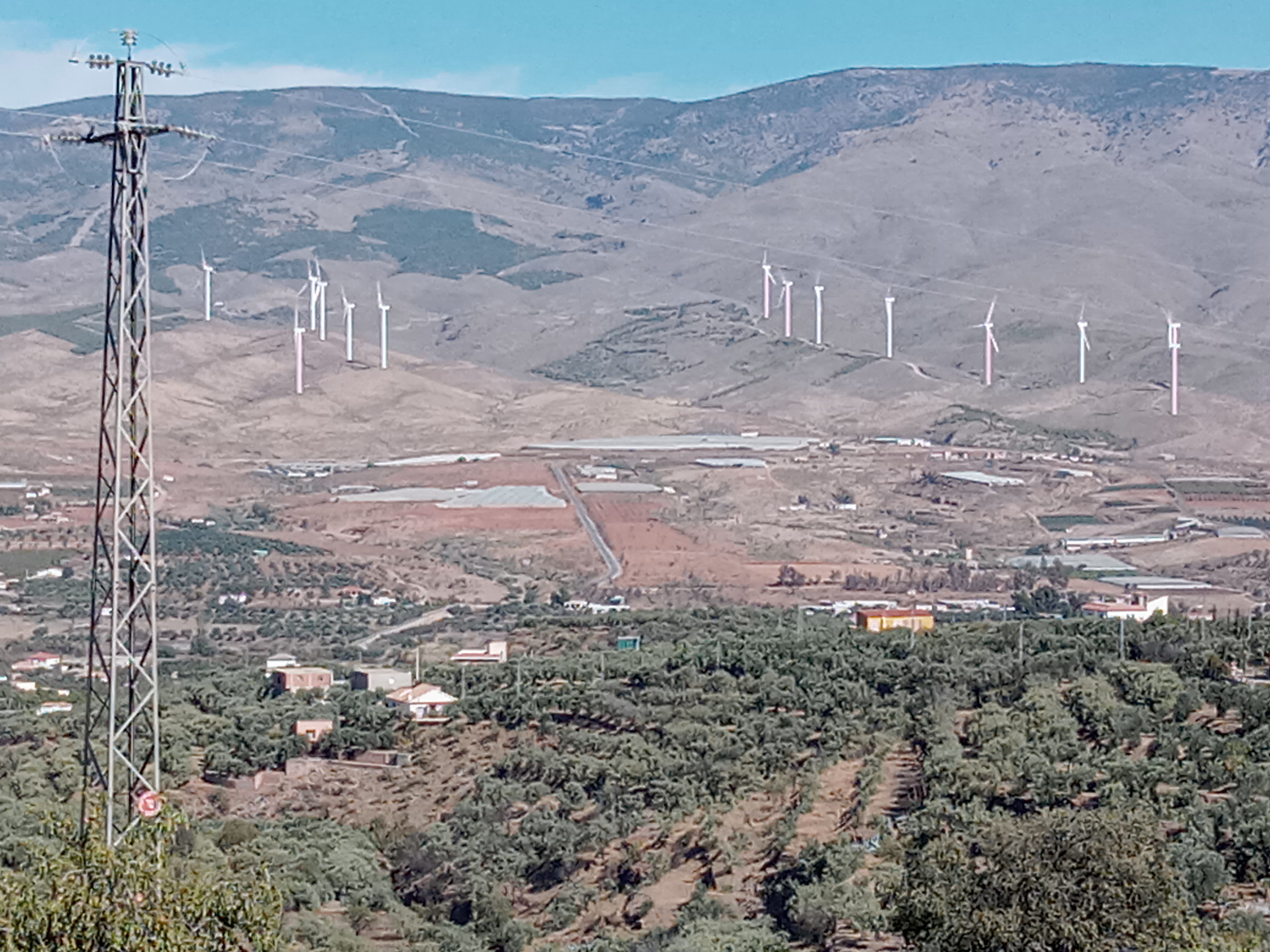
Vue vers le nord sur la sierra des Filabres : éoliennes sur Abrucena à gauche, sur Abla à droite

| Période                                  | Période | Identité | Étiquette | Qualité |
| ---------------------------------------- | ------- | -------- | --------- | ------- |
| N/A                                      | N/A     | N/A      | N/A       | Maire   |
| Les données manquantes sont à compléter. |         |          |           |         |

## Économie
Saeta, filiale des énergies renouvelables du groupe ACS présidé par l'entrepreneur Florentino Pérez, est le principal exploitant de parcs éoliens d'Almería. En 2016, l'entreprise compte deux installations sur Serón, une sur Tíjola, une sur Abrucena, une sur Abla et une sixième sur Turrillas.
Le parc éolien de Colmenar II est sur Abrucena et Fiñana. C'est l'un des projets développés par TCI pour la société EYRA, filiale d’ACS Servicios, qui a commencé sa construction en 2008,
Dans la photo ci-contre montrant une vue sur la sierra des Filabres, les six éoliennes à gauche sont sur Abrucena et celles de droite sont sur Abla. De nombreuses autres éoliennes parsèment ce pasillo de Fiñana, couloir entre la sierra des Filabres au nord et la sierra Nevada au sud.